# Tractat de Greifswald
El Tractat de Greifswald fou conclòs el 28 d'octubre de 1715, durant la Gran Guerra del Nord. Jordi I de la Gran Bretanya i Elector de Hannover, per assegurar-se la neutralitat de Rússia en el procés d'annexió del domini suec de Bremen-Verden, com havien pactat en el Tractat de Berlín. A canvi, Jordi I acceptava l'annexió de Rússia de l'Íngria sueca, l'Estònia Sueca amb Reval i Carèlia.